# Julie Harris
Julie Ann Harris (ur. 2 grudnia 1925 w Grosse Pointe, zm. 24 sierpnia 2013 w West Chatham) – amerykańska aktorka nominowana do Oscara za główną rolę filmie Gość weselny (1952) w reżyserii Freda Zinnemanna (była to pierwsza filmowa rola w karierze aktorki).
Była jedną z pięciu aktorek, które pięciokrotnie zdobywały Nagrodę Tony. W 2002 otrzymała tę nagrodę za całokształt twórczości. Trzykrotnie otrzymała nagrodę Emmy. W 1994 została odznaczona Narodowym Medalem Sztuk.
Zmarła na zawał serca w swoim domu. Wcześniej pokonała raka piersi oraz dwukrotnie przeszła udar mózgu.

## Filmografia
- Gość weselny (1952) jako Frances „Frankie” Addams
- Na wschód od Edenu (1955) jako Abra
- Pożegnanie z ringiem (1962) jako Grace Miller
- Nawiedzony dom (1963) jako Eleanor „Nell” Lance
- Ruchomy cel (1966) jako Betty Fraley
- Jesteś już mężczyzną (1966) jako Nora Thing
- W zwierciadle złotego oka (1967) jako Alison Langdon
- Przeklęty rejs (1976) jako Alice Fienchild
- Goryle we mgle (1988) jako Roz Carr
- Dzika lokatorka (1992) jako Edna Davis, matka Newtona
- Mroczna połowa (1993) jako Reggie Delesseps
- Scarlett (1994) jako Eleanor Butler, matka Rhetta